# Casbia inconspicua
Casbia inconspicua är en fjärilsart som beskrevs av W. Warren 1907. Casbia inconspicua ingår i släktet Casbia och familjen mätare. Inga underarter finns listade i Catalogue of Life.